# Ignacio Miramón
Juan Ignacio Miramón (San Carlos de Bolívar, 12 giugno 2003) è un calciatore argentino, centrocampista del Boca Juniors in prestito dal Lilla.

## Carriera

### Club
Miramón ha cominciato a giocare nel settore giovanile del Balonpié de Bolívar, per poi unirsi alle giovanili del Gimnasia (LP) nel 2019. Promosso in prima squadra nell'agosto 2020, ha esordito il 19 febbraio 2021 nel match vinto contro il Talleres (C), subentrando a Eric Ramírez a diciotto minuti dalla fine.

### Nazionale
Ha partecipato ai Mondiali Under-20 del 2023.

## Statistiche

### Presenze e reti nei club
Statistiche aggiornate al 15 febbraio 2025.
| Stagione                 | Squadra                  | Campionato               | Campionato | Campionato | Coppe nazionali | Coppe nazionali | Coppe nazionali | Coppe continentali | Coppe continentali | Coppe continentali | Altre coppe | Altre coppe | Altre coppe | Totale | Totale |
| Stagione                 | Squadra                  | Comp                     | Pres       | Reti       | Comp            | Pres            | Reti            | Comp               | Pres               | Reti               | Comp        | Pres        | Reti        | Pres   | Reti   |
| ------------------------ | ------------------------ | ------------------------ | ---------- | ---------- | --------------- | --------------- | --------------- | ------------------ | ------------------ | ------------------ | ----------- | ----------- | ----------- | ------ | ------ |
| 2019-2020                | Gimnasia (LP)            | PD                       | 0          | 0          | CA+CdL          | 1+0             | 0               | -                  | -                  | -                  | -           | -           | -           | 1      | 0      |
| 2021                     | Gimnasia (LP)            | PD                       | 0          | 0          | CA+CdL          | 0+2             | 0               | -                  | -                  | -                  | -           | -           | -           | 2      | 0      |
| 2022                     | Gimnasia (LP)            | PD                       | 1          | 0          | CA+CdL          | 0               | 0               | -                  | -                  | -                  | -           | -           | -           | 1      | 0      |
| gen.-ago. 2023           | Gimnasia (LP)            | PD                       | 21         | 0          | CA              | 1               | 0               | CS                 | 5                  | 0                  | -           | -           | -           | 27     | 0      |
| Totale Gimnasia La Plata | Totale Gimnasia La Plata | Totale Gimnasia La Plata | 22         | 0          |                 | 2+2             | 0               |                    | 5                  | 0                  |             | -           | -           | 31     | 0      |
| 2023-2024                | Lilla                    | L1                       | 2          | 0          | CF              | 1               | 0               | UECL               | 1                  | 0                  | -           | -           | -           | 4      | 0      |
| ago.-dic. 2024           | Boca Juniors             | PD                       | 15         | 0          | CA              | 2               | 0               | CS                 | -                  | -                  | -           | -           | -           | 17     | 0      |
| 2025                     | Boca Juniors             | PD                       | 1          | 0          | CA              | 0               | 0               | CL                 | -                  | -                  | Cmc         | -           | -           | 1      | 0      |
| Totale Boca Juniors      | Totale Boca Juniors      | Totale Boca Juniors      | 16         | 0          |                 | 2               | 0               |                    | -                  | -                  |             | -           | -           | 18     | 0      |
| Totale carriera          | Totale carriera          | Totale carriera          | 40         | 0          |                 | 7               | 0               |                    | 6                  | 0                  |             | -           | -           | 53     | 0      |